# Unterkatz
Unterkatz is een plaats en voormalige gemeente in de Duitse deelstaat Thüringen, en maakt deel uit van de Landkreis Schmalkalden-Meiningen.
Unterkatz telt  inwoners.
Op 1 januari 2019 ging Unterkatz op in de gemeente Wasungen.